# Kōki Hinokio
Kōki Hinokio (jap. 檜尾 昂樹 Hinokio Kōki; ur. 26 lutego 2001 w Osace) – japoński piłkarz występujący na pozycji pomocnika lub napastnika, od 2025 roku zawodnik ŁKS Łódź.

## Życiorys
Od 2016 roku występował w licealnej drużynie piłkarskiej. W 2019 roku jego agent przedstawił go Stomilowi Olsztyn, który w kwietniu zdecydował się zatrudnić Japończyka. Na sezon 2019/2020 został wcielony do pierwszej drużyny. W I lidze zadebiutował 21 sierpnia 2019 roku w wygranym 1:0 spotkaniu z Sandecją Nowy Sącz. W sezonie 2019/2020 wystąpił w 19 ligowych meczach. W sezonie 2020/2021 stał się zawodnikiem podstawowego składu Stomilu, występując w 31 meczach w lidze i zdobywając w nich pięć goli. Po zakończeniu sezonu został pozyskany przez Zagłębie Lubin. Początkowo grał w drużynie rezerw, a pod koniec sierpnia został wypożyczony do Stali Mielec. W barwach mieleckiego klubu zadebiutował w Ekstraklasie, co miało miejsce 27 sierpnia 2021 roku w wygranym 2:0 meczu z Górnikiem Łęczna. Ogółem w Stali wystąpił w 14 ligowych meczach, zdobył także gola w spotkaniu z Piastem Gliwice (1:1). W lutym z powodu problemów kadrowych Zagłębie Lubin skróciło wypożyczenie Hinokio, przez co Japończyk powrócił do macierzystego klubu. W kwietniu, podczas meczu ze Stalą Mielec, doznał kontuzji obojczyka wykluczającej go z gry do końca sezonu.
W lutym 2023 roku na zasadzie transferu definitywnego przeszedł do Stali Mielec.

## Statystyki ligowe
| Sezon         | Klub           | Liga        | Mecze | Gole |
| ------------- | -------------- | ----------- | ----- | ---- |
| 2019/2020     | Stomil Olsztyn | I liga      | 19    | 2    |
| 2020/2021     | Stomil Olsztyn | I liga      | 31    | 5    |
| 2021/2022     | Stal Mielec    | Ekstraklasa | 14    | 1    |
| 2021/2022 (w) | Zagłębie Lubin | Ekstraklasa | 7     | 0    |
| 2022/2023 (j) | Zagłębie Lubin | Ekstraklasa | 8     | 0    |
| 2022/2023 (w) | Stal Mielec    | Ekstraklasa | 14    | 1    |
| 2023/2024     | Stal Mielec    | Ekstraklasa | 32    | 3    |